# ذي ظاور (حبيش)

تعديل مصدري - تعديل

ذي ظاور هي إحدى قرى عزلة جبل عميقة بمديرية حبيش التابعة لمحافظة إب، بلغ تعداد سكانها 866 نسمة حسب تعداد اليمن لعام 2004.